# Tromsøysundstunneln
Tromsøysundstunneln (norska: Tromsøysundtunnelen) är en tunnel på Europaväg 8 i Tromsø kommun i Troms fylke i norra Norge. Tunneln går under Tromsøysundet mellan Tomasjorda på fastlandet och Breivika på Tromsøya. Den öppnades 1994 och gav då bättre trafikkapacitet över (under) Tromsøysundet efter att kapaciteten över Tromsøbron blivit för liten.